# Zwinpolder
De Zwinpolder is een polder nabij Sluis, in de Nederlandse provincie Zeeland, behorend tot de Sluisse- en Zwinpolders.

## Geschiedenis
Nadat in 1861 reeds de totaal verzande Sluisse haven, voor zover binnen de wallen gelegen, haventoegang werd afgedamd en ingepolderd, waarbij de Sluissche Havenpolder ontstond, werd in 1864 ook de naar Sluis lopende Zwinarm ingepolderd. Deze polder staat bekend als de Zwinpolder. Ze ligt ten noorden en noordoosten van de kom van Sluis en heeft een oppervlakte van 235 ha.
Feitelijk wilde men dit gedeelte van het Zwin al eerder inpolderen, maar er was een langlopend conflict over het eigendomsrecht van de schorren.
Na de inpoldering kon het Sluissche Veer worden opgeheven en werd Sluis rechtstreeks verbonden met Retranchement en Cadzand. De polder kende aan de noordzijde een zeewering van 700 meter lang. Deze verloor haar functie toen in 1873 ook de Willem-Leopoldpolder werd ingedijkt.
In 1874 werd het Uitwateringskanaal gegraven dat deze polder in lengterichting doorliep. Aldus werd de Zwinpolder verdeeld in de Noordelijke Zwinpolder en de Zuidelijk Zwinpolder.
De polder wordt begrensd door de Weg om den Paspolder, het Maenhoutsdijkje, het Slagje, de Zuiddijk, de Boomgaardweg, de Diomedeweg, de Zeedijk, de Olieslagersweg, de Driekoker en de Kanaalweg. De westgrens van de bedijking verliep parallel aan de Belgisch-Nederlandse grens.

## Natuurgebied
De Noordelijke Zwinpolder (48 ha) werd aangewezen tot natuurontwikkelingsgebied, terwijl in de Zuidelijke Zwinpolder reeds in 1996 een gebiedje van 4,6 ha, "'t Vienkenist" genaamd, eveneens tot natuurgebied werd omgevormd. In 2003 werd een rapportage uitgebracht over de ontwikkeling van de Noordelijke Zwinpolder. Het gebied is in eigendom van de Stichting Het Zeeuwse Landschap.